# Mesagrós (ort i Grekland, Nordegeiska öarna)
Mesagrós är en ort i Grekland.   Den ligger i prefekturen Nomós Lésvou och regionen Nordegeiska öarna, i den östra delen av landet, 260 km öster om huvudstaden Aten. Mesagrós ligger 174 meter över havet och antalet invånare är 631. Den ligger på ön Lesbos.
Terrängen runt Mesagrós är kuperad. En vik av havet är nära Mesagrós åt nordost.  Närmaste större samhälle är Mytilene, 12,5 km nordost om Mesagrós. 